# Im Nebel (Gedicht)
Im Nebel ist ein Gedicht von Hermann Hesse aus dem Jahr 1905.

## Inhalt

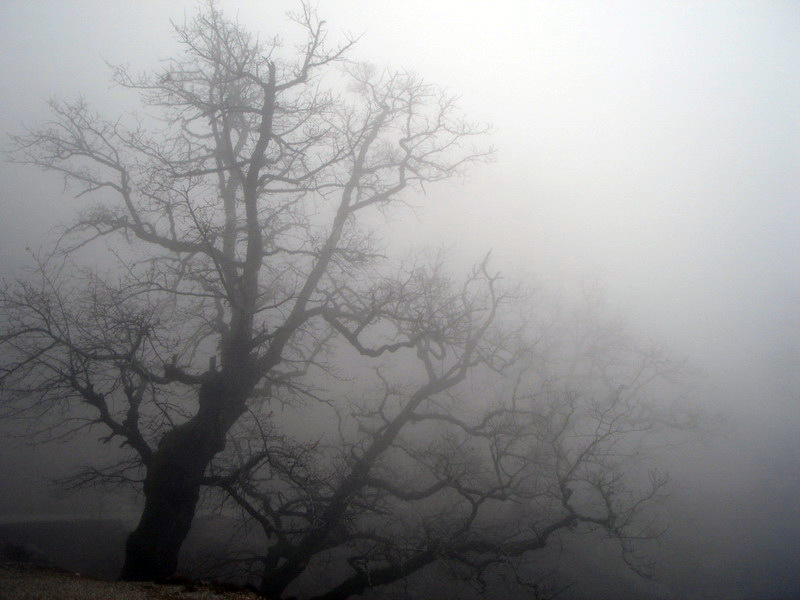
„Kein Baum sieht den andern,
Jeder ist allein.“

Das Gedicht beginnt mit den folgenden bekannten Versen:

Seltsam, im Nebel zu wandern! 

Einsam ist jeder Busch und Stein, 

Kein Baum sieht den andern, 

Jeder ist allein.

In diesem Gedicht schildert das lyrische Ich seine Gedanken einer einsamen Nebel-Wanderung. 

## Kommentar
Das Gedicht, das Hermann Hesse schon 1905 verfasste, erschien erst drei Jahre später im Gedichtband Unterwegs. Das Gedicht besteht aus vier Strophen mit je vier Verszeilen und einem Kreuzreim a-b-a-b. Auffällig ist die Ähnlichkeit der Anfangsstrophe mit der letzten Strophe.
Über die Stimmung entscheidet schon der erste Vers („Seltsam, im Nebel zu wandern!“), der zur Bekräftigung am Anfang der letzten Strophe wiederholt wird. Diese Aussage wird durch ein Ausrufezeichen noch verstärkt. Die vierte Strophe fasst den Sinn zusammen: „Leben ist Einsamsein“. 
Der Germanist Walter Hinck gesteht in seiner Interpretation dieses Gedichts, welche starke Wirkung es in jüngeren Jahren auf ihn ausgeübt hatte:

Es war im Grunde nur der Anfangsvers, der, wie gewisse Melodien, durch Assoziationen herbeigerufen wurde. Als ich später das Gedicht wieder als Ganzes las, mehrfach und mit voller Konzentration, schlugen auch einige kritische Alarmglocken.

In dem Gedicht teilt ein weise gewordener Mensch der Welt seine Erkenntnis in Form einer Sentenz mit: „Leben ist Einsamsein“. Dabei muss man bedenken, dass Hesse bei der Veröffentlichung dieses Gedichts noch keine 30 Jahre alt war. Somit wirkt die „Gebärde des Weisen“ für Hinck aufgesetzt, die simplifizierende Erkenntnis in der Schlussstrophe befremdet ihn.
Verständlicher wird das Gedicht, wenn man die Aussagen nicht objektiv versteht, sondern als subjektive Befindlichkeiten des lyrischen Ichs. Es handelt sich also um eine Form von „Stimmungslyrik“, bei der die Stimmung des lyrischen Ichs eng mit der Naturstimmung verbunden sind. Das Gedicht setzt den Menschen in Analogie zur Landschaft, die isolierte Position von Steinen, Bäumen und Büschen verweist auf das menschliche Gefühl der Einsamkeit. Der Dichter projiziert somit seine eigene Stimmung in die Natur. Vom natürlichen Phänomen des Nebels schließt das Gedicht auf die Verhältnisse in der Welt und im Leben.
Hesse war ein Vertreter der Neuromantik, die an die Romantik anknüpfte und sich als Gegenbewegung zum Naturalismus verstand. Einer von ihm so bezeichneten „Realitätshörigkeit“ setzte er das menschliche Subjekt, den Traum und die Scheu vor der Welt entgegen. So erkennt Hinck am Ende im Gedicht ein Programm: „Dieses dichterische Ich behauptet seine Subjektivität im Bestehen auf Einsamkeit.“

## Vertonungen
Das Gedicht wurde über hundertmal vertont, u. a. von Georg Wolfsohn (1913), Karl Klingler (~1917), Egon Kornauth (1920), August Reuß (1924), Joseph Haas (1925), Martin Schlensog (1934), Walther Aeschbacher (1935), Casimir von Pászthory (1936), Felix Wolfes (1941), Karl Heinz Taubert (1942), Victor Fenigstein (1944), Ernst Widmer (1944/46), Hans Kracke (1947), Hugo Herrmann (1949), Othmar Schoeck (1952), Otto Jochum (~1953), Ernst Meyerolbersleben (1953), Alfred Stier (~1954), Fritz Ihlau (1957), Géza Frid (1960), Hans-Georg Burghardt (1962), Karl Etti (1972), Gottfried von Einem (1974), Ernst Ludwig Leitner (1975), Gerd Watkinson (1975), Fried Walter (1977), Bertold Hummel (1978), Herbert Nobis (1984), Uwe Strübing (1989), Kurt Bikkembergs (1992) und Krzysztof Penderecki (2005/08) sowie von folgenden Bands: Pur (auf ihrem ersten Album von 1983 Opus1), Leichenwetter (2005 auf dem Album Letzte Worte), Die Toten Hosen (2009 auf der Single Ertrinken und 2012 auf dem Jubiläumsalbum Die Geister die wir riefen) sowie Peter Heppner (2018 auf seinem Remixalbum TanzZwang).